# Österrikiska statsfördraget

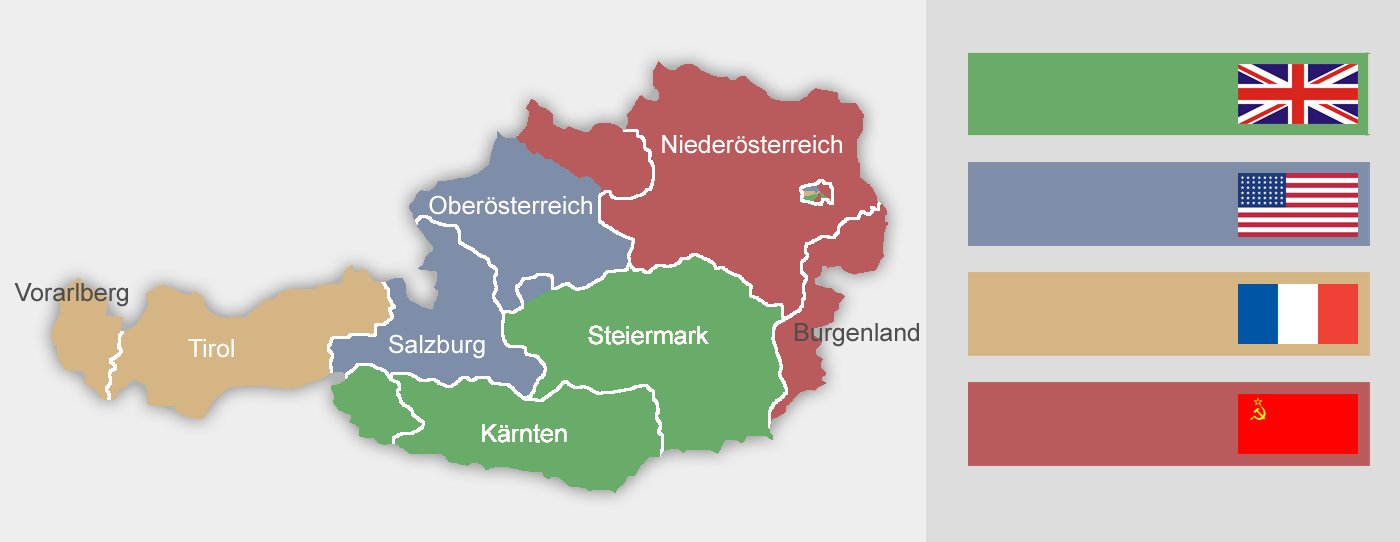
Ockupationszoner i Österrike 1945–1955

Österrikiska statsfördraget (tyska: Österreichischer Staatsvertrag) eller Österrikiska självständighetsfördraget återetablerade Österrike som en självständig stat efter den tio år långa Ockupationen av Österrike efter andra världskriget. Det skrevs under i Wien 15 maj 1955 i Schloss Belvedere av de fyra segrarmakterna från andra världskriget Storbritannien, USA, Frankrike och Sovjetunionen och Österrikes regering. Avtalet trädde officiellt i kraft 27 juli 1955. Dess fullständiga namn är Staatsvertrag betreffend die Wiederherstellung eines unabhängigen und demokratischen Österreich, unterzeichnet in Wien am 15. Mai.

## Historia
Storbritannien, USA, Frankrike och Sovjetunionen kom i Moskvadeklarationen 1943 överens om att återställa ett självständigt Österrike. 27 april 1945 utropade den provisoriska regeringen under Karl Renner Österrikes självständighet men makten låg hos segrarmakterna. Västmakterna strävade efter ett statsfördrag men Sovjetunionen var motståndare. 1947 började förhandlingar i London. 4 juli 1945 kom de fyra segrarmakterna överens om kontrollen av Österrike. 1947 års förhandlingar i London ledde inte till något beslut. Bland konflikterna hörde frågan om skulden till andra världskriget, Jugoslaviens anspråk på landområden och skadeståndsbetalningar. 1949 följde en ny förhandlingsrunda. 1952 antogs på Brasiliens initiativ en FN-resolution som uppmanade stormakterna ett enas i frågan.
25 januari - 28 februari 1954 var statsfördraget ett av ämnena vid förhandlingarna på segrarmakternas utrikesministerkonferens i Berlin. En österrikisk delegation med utrikesminister Figl deltog och 12 februari började förhandlingarna kring Det österrikiska statsfördraget. Även den senare förbundskanslern Bruno Kreisky deltog som statssekreterare i förhandlingarna med de fyra segermakterna. Förhandlingarna misslyckades då Sovjetunionen inte gick med på att lämna Österrike förrän till sommaren 1955. Genombrottet skedde 1955 efter långa förhandlingar med Sovjetunionen dit förbundskansler Julius Raab bjudits in 24 mars 1955. Den 15 april 1955, när jublande folkmassor mötte den österrikiska delegationen vid hemkomsten från Moskva, betraktade Kreisky det som den största dagen i sitt liv. Slutförhandlingar följde i Wien.
Avtalet skrevs under av respektive segrarmakts utrikesminister: Vjatjeslav Molotov (Sovjetunionen), John Foster Dulles (USA), Harold Macmillan (Storbritannien) och Antoine Pinay (Frankrike) och Österrikes utrikesminister Leopold Figl. Även de fyra höga kommissionärerna från de fyra segrarmakterna skrev under avtalet. Avtalet ratificerades 7 juni 1955 av Österrikes parlament. Ockupationstrupperna hade 90 dagar på sig att lämna landet efter att avtalet trätt i kraft, det vill säga till och med 25 oktober 1955. 26 oktober samma år följde antagandet av Österrikes neutralitetslag (Neutralitätsgesetz) efter schweizisk förebild. Den 14 december det året följde Österrikes medlemskap i Förenta nationerna. Statsfördraget är arkiverat i Moskva.